# Erhard Mosert
Erhard Mosert (* 10. November 1950 in Ramsin) ist ein ehemaliger deutscher Fußballspieler. In der höchsten Spielklasse des DDR-Fußballs, der Oberliga, spielte er für den Halleschen FC Chemie und die BSG Motor Suhl.

## Sportliche Laufbahn

### Gemeinschafts- und Clubstationen
In den 1960er-Jahren galt Mosert als eines der größten Talente des DDR-Fußballs. Begonnen hatte Moserts Laufbahn im Jahr 1959 bei der BSG Einheit in Bitterfeld. Mit 15 Jahren wurde er von der BSG Chemie Bitterfeld, der er seit 1961 angehört hatte, zum Fußballschwerpunkt des DDR-Bezirkes Halle, dem Halleschen FC Chemie, delegiert. Dort wurde Mosert als 17-Jähriger bereits in einem Pokalspiel der 1. Männermannschaft eingesetzt. 1969 bestritt er sein erstes Spiel in der höchsten Spielklasse Ostdeutschlands. Mit der HFC-Juniorenmannschaft wurde er im gleichen Jahr, der Premierensaison der Juniorenoberliga, DDR-Meister.
In der Saison 1970/71 war Mosert mit dem HFC überraschend Dritter der Oberliga geworden. Damit hatte sich die Mannschaft für den UEFA-Pokalwettbewerb qualifiziert. In der 1. Runde der 1971/72 trafen die Hallenser auf die niederländische Mannschaft PSV Eindhoven. Nach dem 0:0 in Halle am 15. September 1971, in dem Mosert wegen einer fiebrigen Angina nicht zum Einsatz kam, sollte zwei Wochen später das Rückspiel in Eindhoven stattfinden. In der Nacht vor der Partie brach jedoch in der Hotelunterkunft der Hallenser ein Feuer aus, bei dem der HFC-Spieler Wolfgang Hoffmann zu Tode kam und Klaus Urbanczyk sowie Erhard Mosert schwer verletzt wurden. Der HFC zog daraufhin seine Mannschaft aus dem Europapokal zurück. Mosert hatte sich beim Sprung aus dem Hotelfenster, den er barfuß absolvierte, einen fünffachen Beinbruch zugezogen. Durch diese schwere Verletzung büßte Mosert auf Dauer erheblich die Sprungkraft seines linken Beines ein.
Ein frühes Karriereende gab es für den Feinmechaniker nicht, aber Mosert erlangte nicht mehr seine frühere Leistungsfähigkeit, wobei ihm selbst in der Abstiegssaison des HFC noch einmal vier Erstligatreffer gelangen. Nach dem verfehlten Klassenerhalt der Hallenser 1973 schloss sich der 22-jährige Fußballer nach 68 Oberligaeinsätzen der Ligaelf der BSG Motor Ernst-Thälmann-Werk Suhl an. Gleich in seiner ersten Saison wurde er mit elf Treffern Torschützenkönig in der Ligastaffel E. Nach einer anderthalbjährigen Unterbrechung seiner Karriere durch den Wehrdienst in der Nationalen Volksarmee vom Herbst 1976 bis zum Frühjahr 1978 gelang Mosert nach insgesamt 31 Aufstiegsrundenspielen in der Saison 1983/84 beim vierten Versuch nach 1976, 1979 und 1981 die Rückkehr in die Oberliga. Inzwischen bereits 34 Jahre alt, absolvierte Mosert 24 der 26 Punktspiele der Suhler, konnte aber nicht verhindern, dass seine Mannschaft am Ende der Spielzeit 1984/85 wieder in die DDR-Liga absteigen musste. Nach Abschluss der Saison 1985/86 beendete Mosert seine Laufbahn als aktiver Fußballspieler. Seine Bilanz weist 92 Oberligaspiele (zwölf Tore) aus.

### Auswahleinsätze
In den UEFA-Juniorenturnieren 1968 und 1969 brillierte er als Mittelfeldregisseur der DDR-Juniorenauswahl. Udo Lattek, der damalige Trainer der westdeutschen Juniorenauswahl, stellte ihn mit Franz Beckenbauer auf eine Stufe. Mit der ostdeutschen U-18 wurde er 1969 vor heimischem Publikum Zweiter beim UEFA-Juniorenturnier, der inoffiziellen Europameisterschaft dieser Altersklasse. 1968 war die DFV-Vertretung sieglos Letzter der Vorrundengruppe D beim Turnier in Frankreich geworden.
Einen Monat nach seinem 19. Geburtstag wurde er in der A-Nationalmannschaft der DDR eingesetzt. Im Spiel Ägypten – DDR (1:3) am 19. Dezember 1969 spielte er an der Seite von Harald Irmscher und Gerhard Körner im linken Mittelfeld. 14 Partien mit der Nachwuchsnationalmannschaft (sechs Treffer) des DFV kommen zu den 20 U-18-Länderspielen und besagtem einen Einsatz in der A-Auswahl auf internationaler Ebene hinzu.

## Trainerlaufbahn
In der Premierensaison der Thüringenliga hatte der Ex-Nationalspieler 1990/91 beim SV Versco Walldorf als Spielertrainer agiert. 1991/92 sprang er in der damals drittklassigen NOFV-Amateur-Oberliga noch einmal als Spieler beim Motor-Nachfolger 1. Suhler SV, den er in den 1990er-Jahren auch trainierte, ein. Weitere Stationen als Übungsleiter stellten der FC Hinternah (Junioren), der SV Germania Ilmenau, der SV 08 Steinach und erneut Ilmenau dar. Zeitweise arbeitete Mosert auch als DFB-Stützpunkttrainer in Thüringen.